# William Ashley
William Henry Ashley (ur. 1778, zm. 26 marca 1838) – amerykański polityk, traper i pionier.
Brał udział w wojnie brytyjsko-amerykańskiej, jako dowódca milicji z Missouri w stopniu generała brygady. Po przystąpieniu Missouri do Unii został jej pierwszym porucznikiem-gubernatorem.
W 1822 utworzył Futrzarską Kompanię Gór Skalistych.
W latach 1822–1823 zorganizował ekspedycję w górę rzeki Missouri, w której uczestniczyli m.in. Hugh Glass, James Bridger, Thomas Fitzpatrick, Jedediah Smith i James Beckwourth.
Zapoczątkował rokroczne zjazdy handlarzy futer (jako alternatywę dla utrzymywania fortów handlowych). Pierwsze spotkanie odbyło się nad Green River w 1825. Nowy model handlu futrami pozwolił Ashleyowi dorobić się olbrzymiego majątku. W tej sytuacji już w 1827 wycofał się z kupiectwa i zajął polityką.
W latach 1831–1837 był członkiem Izby Reprezentantów Stanów Zjednoczonych z Missouri.

## Dodatkowe informacje
- Dale Lowell Morgan, William Henry Ashley, The west of William H. Ashley: The international struggle for the fur trade of the Missouri, the Rocky Mountains, and the Columbia, with explorations beyond the Continental Divide, wyd. 1., F.A. Rosenstock, 1964, 341 s.